# Roman Štabrňák
Roman Štabrňák (* 22. srpna 1983 Kladno) je český divadelní, televizní a filmový herec, dabér a kouzelník.
Po studiu Gymnázia Jana Amose Komenského v Novém Strašecí vystudoval pražskou DAMU. Jeho profesory herectví byli např. Jana Hlaváčová, Boris Rösner, Ladislav Mrkvička a další. Již v průběhu studia hostoval v Divadle ABC, kam ho ke spolupráci pozval tehdejší umělecký šéf a režisér Milan Schejbal a kam posléze nastoupil do angažmá. Z divadla později dobrovolně odešel na volnou nohu. Hostoval v Divadle v Řeznické, v Divadle Na Jezerce, v A-studiu Rubín, Divadle Hybernia, Divadle Broadway atd.
V současné době[kdy?] spolupracuje především s divadelní společností StudioDva a s příbramským Divadlem Antonína Dvořáka. Natočil řadu pohádek, televizních inscenací, seriálů i filmů. V roce 2015 byl oceněn Hereckou asociací na festivalu Novoměstský hrnec smíchu. Od roku 2016 hraje Viléma „Vilíka“ Broučka v seriálu Ordinace v růžové zahradě 2.
Je ženatý, má dceru Adélu.